# Clio Awards
|  | Dieser Artikel wurde aufgrund von inhaltlichen Mängeln auf der Qualitätssicherungsseite des Portals Medienwissenschaft eingetragen. Dies geschieht, um die Qualität der Artikel aus den Themengebieten Journalismus, Medien- und Kommunikationswissenschaften auf ein akzeptables Niveau zu bringen. Hilf mit, den Artikel zu verbessern, und beteilige dich an der Diskussion! |

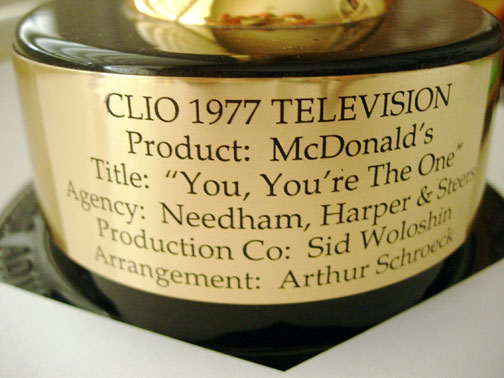
Verliehener Clio Award 1977 an Artie Schroeck

Die Clio Awards sind eine Reihe von jährlich stattfindenden Preisverleihungen, die Innovationen und kreative Spitzenleistungen in den Bereichen Werbung, Design und Kommunikation auszeichnen. Beurteilt werden die Eingaben von einer internationalen Jury aus Werbefachleuten.
Gegründet wurden die Clio Awards 1959 vom Werber und Produzenten Wallace A. Ross, seit 1960 werden sie jährlich von der US-amerikanischen Verlagsgesellschaft Prometheus Global Media organisiert. Die Clio Awards zählen neben den Cannes Lions zu den größten Kreativwettbewerben der Welt. Ihre Bedeutung für die Werbebranche wird mit der Bedeutung des Oscar für die Film-, des Tony für die Theater-, des Emmy für die Fernseh- und des Grammy für die Musikbranche verglichen.